# Vussem-Bergheim
Vussem-Bergheim war bis 1969 eine Gemeinde im Kreis Schleiden in Nordrhein-Westfalen. Heute ist Vussem-Bergheim eine Gemarkung der Stadt Mechernich im Kreis Euskirchen.

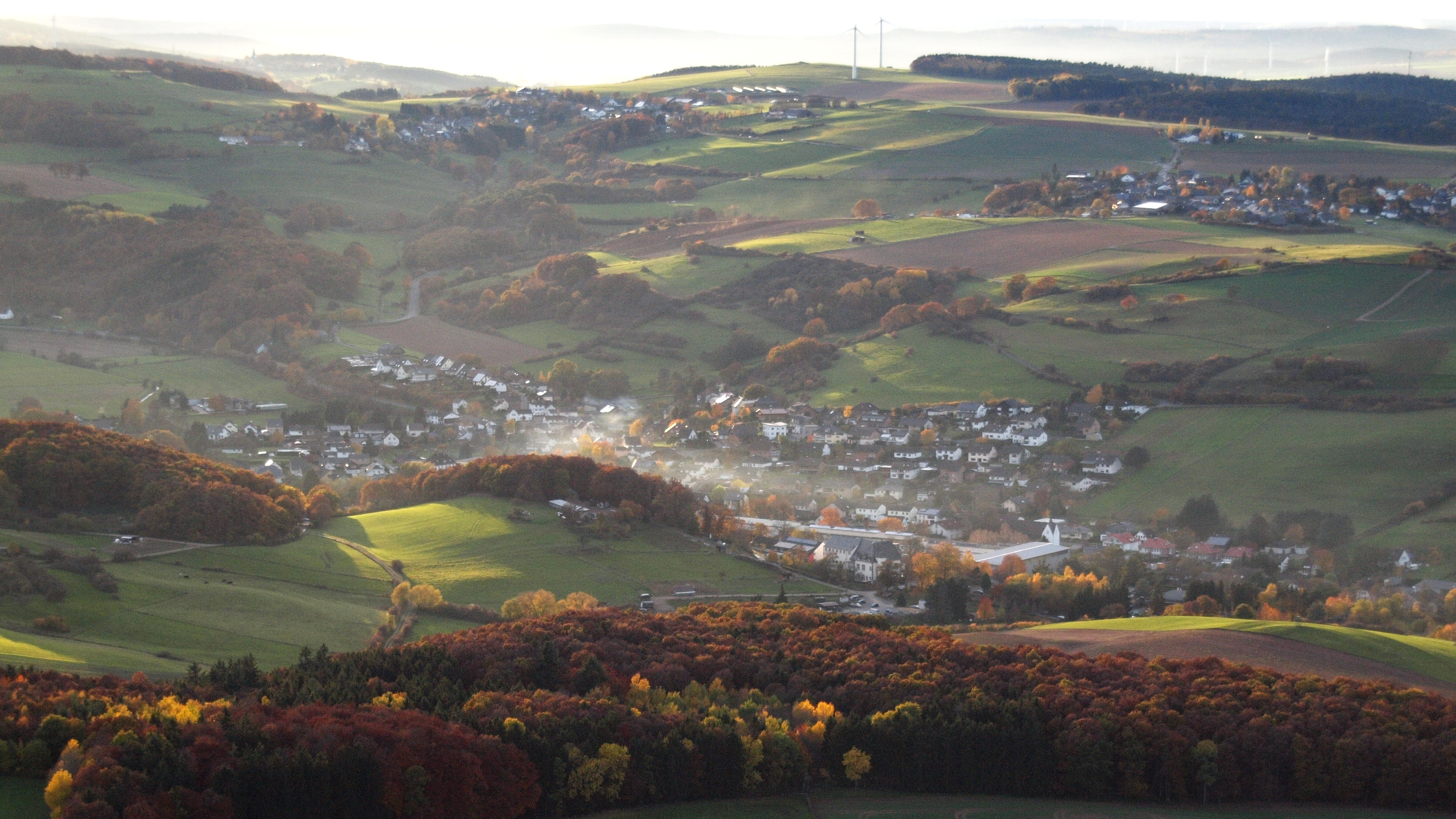
Vussem (im Vordergrund) und Bergheim (oben rechts)

## Geographie
Vussem-Bergheim besteht aus den beiden Dörfern Vussem und Bergheim, die beide etwa zwei Kilometer südlich der Kernstadt von Mechernich liegen. Beide Dörfer sind heute jeweils eigene Ortsteile der Stadt Mechernich. Die ehemalige Gemeinde Vussem-Bergheim besaß eine Fläche von 3,41 km².

## Geschichte
Seit dem 19. Jahrhundert bildete Vussem-Bergheim eine Landgemeinde in der Bürgermeisterei Vussem (ab 1928 Amt Mechernich) des Kreises Schleiden im Regierungsbezirk Aachen. Am 1. Juli 1969 wurde die Gemeinde durch das Gesetz zur Neugliederung von Gemeinden des Landkreises Schleiden in die Gemeinde Mechernich eingegliedert.

## Einwohnerentwicklung
| Jahr | Einwohner | Quelle |
| ---- | --------- | ------ |
| 1871 | 529       | [ 4 ]  |
| 1885 | 575       | [ 5 ]  |
| 1910 | 539       | [ 6 ]  |
| 1925 | 573       | [ 3 ]  |
| 1939 | 560       | [ 7 ]  |
| 1946 | 602       | [ 8 ]  |
| 2019 | 1207      | [ 1 ]  |